# Ліліпутія

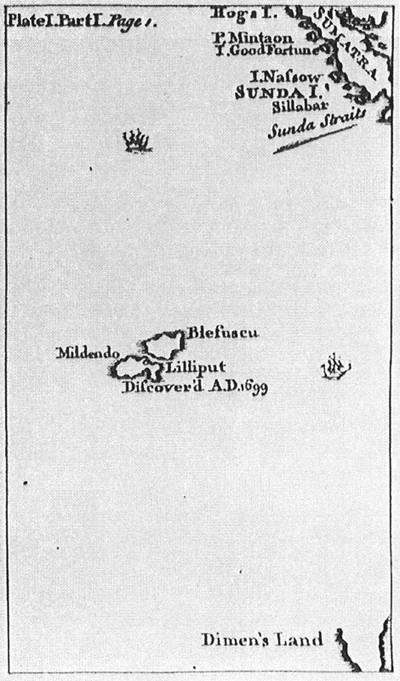
Мапа Ліліпутії та Блефуску у виданні 1726 року

Ліліпутія (оригінальне авторське написання — Lilliput) — вигадана країна з роману англійського письменника Джонатана Свіфта «Мандри Гуллівера».

## Географічне розташування
Свіфт розташовує Ліліпутію на острові в Індійському океані на північний захід від острова Тасманія. Столицею цієї острівної держави є місто Мільдендо (Mildendo). Неширокою протокою (700 ярдів) на північному сході від Ліліпутії відділений сусідній острів-держава Блефуску, з яким Ліліпутія веде безперервні війни.

## Населення і природа острова
Середній зріст туземців Ліліпутії (ліліпутів, в оригінальному авторському написанні — «lilliputians») трохи менше 6 дюймів (близько 15 см), і цим же пропорціям відповідає зріст тварин та рослин на острові: коні та бугаї не перевищують 4-5 дюймів (10—13 см), а вівці — 1,5 дюйми (близько 4 см) і так далі аж до крихітних створінь, практично не видимих Гуллівером. Найвищі дерева — не більше 7 футів (близько 2,1 м), вся інша рослинність співрозмірна.

## Особливості культури ліліпутів
Ліліпутам не відома вогнепальна зброя та механічні годинники, але у них досить добре розвинуті математичні науки — так, наприклад, вони виміряли зріст Гуллівера за допомогою квадранта і визначили його як співвідношення 12:1 до ліліпутського зросту. Крім того, ними було розраховано, що об'єм тіла Гуллівера дорівнював об'єму 1728 тіл ліліпутів. На базі цього розрахунку йому було виділено відповідний обсяг провізії.
Яскравою рисою ліліпутської писемності є те, що пишуть тут навскіс.
Своїх померлих ліліпути ховають головою донизу, адже відповідно до їх релігійних уявлень Земля є пласкою і через 11 000 місяців вона перевернеться, а мертві воскреснуть.

## Ліліпутська правова система
В системі ліліпутського права, окрім покарання за порушення законів, існує розвинутий та дієвий інститут винагороди — якщо звинувачений доводить свою невинність, то звинувачувача страчують, а його майно передають потерпілому.
Якщо ліліпут обгрунтовано доводить, що впродовж 73 місяців він чесно дотримувався законів своєї країни, то він має право на грошову винагороду і титул «снільпела» (тобто дотримувача законів), який не спадкується нащадками.
Основним критерієм вибору кандидатів на державні й громадські посади є їх чесноти. У ліліпутському суспільстві вважається, що помилка, якої припустився невіглас, маючи добрі наміри, не буде мати таких наслідків як умисне злодіяння.
Ліліпути вважають шахрайство тяжким злочином і в більшості випадків карають шахраїв на смерть.
Все вищезазначене за словами Гуллівера є прадавніми законами, які суттєво дисонують з новітніми законодавчими змінами, які є результатом деградації ліліпутського суспільства. Яскравий приклад таких нововведень— отримання придворними відзнак за перестрибування через палку чи проповзання під нею.
Інститут родини у ліліпутів відсутній як такий. Вони впевнені в тому, що відтворення потомства та любов батьків до дітей походить з тваринних інстинктів. Діти до 11 років виховуються з урахуванням їх стану і статі в особливих приватних школах-інтернетах досвідченими педагогами. З 12-го року життя починається навчання дітей професії у відповідності до їх станового походження. Суттєвої різниці між навчанням хлопчиків і дівчат Гуллівер не помітив.

## Походження слова
Англійський літературознавець Генрі Морлі стверджував, що Свіфт утворив вигадану назву «ліліпут» від двох коренів:
- «lille» («little») по-англійськи — маленький;
- «put» — презирливе прізвисько, що походить від латинського слова putidus (зіпсований). Від цього ж кореня походить слово «puttana».

У значній кількості сучасних мов винайдене Свіфтом слово стало позначенням для людей дуже маленького зросту, синонимом слів карлик або пігмей.